# Canton du Quesnoy-Est
Le canton du Quesnoy-Est est une ancienne division administrative française, située dans le département du Nord et la région Nord-Pas-de-Calais.
À la suite du redécoupage cantonal de 2014, le canton est supprimé.

## Composition
Le canton de Le Quesnoy-Est se composait d’une fraction de la commune de Le Quesnoy et de quatorze autres communes. Il compte 11 932 habitants (population municipale) au 1er janvier 2012.
| Nom                    | Code Insee | Intercommunalité     | Population (dernière pop. légale)             |
| ---------------------- | ---------- | -------------------- | --------------------------------------------- |
| Le Quesnoy (chef-lieu) | 59481      | CC du Pays de Mormal | Fraction : 2 781(2012) Commune : 5 003 (2014) |
| Beaudignies            | 59057      | CC du Pays de Mormal | 565 (2014)                                    |
| Englefontaine          | 59194      | CC du Pays de Mormal | 1 305 (2014)                                  |
| Ghissignies            | 59259      | CC du Pays de Mormal | 519 (2014)                                    |
| Hecq                   | 59296      | CC du Pays de Mormal | 352 (2014)                                    |
| Jolimetz               | 59325      | CC du Pays de Mormal | 875 (2014)                                    |
| Locquignol             | 59353      | CC du Pays de Mormal | 364 (2014)                                    |
| Louvignies-Quesnoy     | 59363      | CC du Pays de Mormal | 946 (2014)                                    |
| Neuville-en-Avesnois   | 59425      | CC du Pays de Mormal | 300 (2014)                                    |
| Poix-du-Nord           | 59464      | CC du Pays de Mormal | 2 187 (2014)                                  |
| Potelle                | 59468      | CC du Pays de Mormal | 348 (2014)                                    |
| Raucourt-au-Bois       | 59494      | CC du Pays de Mormal | 178 (2014)                                    |
| Ruesnes                | 59518      | CC du Pays de Mormal | 417 (2014)                                    |
| Salesches              | 59549      | CC du Pays de Mormal | 292 (2014)                                    |
| Vendegies-au-Bois      | 59607      | CC du Pays de Mormal | 499 (2014)                                    |

## Représentation

### conseillers généraux de 1833 à 2015
- De 1833 à 1848, les cantons de Landrecies, Le Quesnoy-Est et Le Quesnoy-Ouest avaient le même conseiller général. Le nombre de conseillers généraux par département était limité à 30[2].

| Période                   | Identité                 | Parti       | Qualité |
| ------------------------- | ------------------------ | ----------- | --- |
| 1833-1844                 | François Joseph Baillion |             | Propriétaire, maire du Quesnoy                                                                              |
| 1844-1864                 | Hippolyte Piette         |             | Propriétaire, juge de paix, adjoint au Maire du Quesnoy                                                     |
| 1864-1871                 | René Douay-Macarez       |             | Fabricant de sucre, maire de Capelle                                                                        |
| 1871-1901                 | François-Aimé Boulangé   | Républicain | Agriculteur - Maire de Salesches (1860-1892)                                                                |
| 1901-1937                 | Victorien Cantineau      | FR          | Agriculteur Maire d'Englefontaine                                                                           |
| 1937-1940                 | Eugène Thomas            | SFIO        | Professeur Député (1936-1940)                                                                               |
|                           |                          |             | |
| 1945-1949                 | Eugène Thomas            | SFIO        | Professeur - Maire du Quesnoy (1945-1947 et 1953-1969) Député (1936-1940 et 1945-1958) Ministre (1945-1959) |
| 1949-1950 (annulation)    | Robert Liot              | RPF puis RS | Inspecteur central des contributions Conseiller municipal du Quesnoy Sénateur (1952-1974)                   |
| juillet 1950-1969 (décès) | Eugène Thomas            | SFIO        | Maire du Quesnoy (1945-1947 et 1953-1969) Député (1936-1940 et 1945-1958) Ministre (1945-1959)              |
| 1969-1982                 | Arthur André (1915-1996) | PS          | Maire de Jolimetz                                                                                           |
| 1982-2008                 | Paul Raoult              | PS          | Professeur d'histoire-géographie Sénateur (1992-2011) Maire du Quesnoy (1989-2001 et 2008-2014)             |
| 2008-2015                 | Michel Manesse           | PS          | Retraité EDF-GDF Maire d'Englefontaine depuis 2001                                                          |

### Conseillers d'arrondissement (de 1833 à 1940)
| Période | Période      | Identité                  | Étiquette   | Qualité |
| ------- | ------------ | ------------------------- | ----------- | --- |
| 1833    | 1848         | M. Bay                    |             | Propriétaire au Quesnoy                                                                                     |
|         |              |                           |             | |
| 1871    | 1896 (décès) | Nestor Lenglez            |             | Maire d'Englefontaine                                                                                       |
| 1896    | 1904         | Émile Deparis             | Républicain | Agriculteur, maire de Louvignies-Quesnoy                                                                    |
| 1904    | 1940         | Jules Williot (1869-1959) | Rad.-FR     | Fabricant de chicorée à Poix-du-Nord                                                                        |
| 1940    |              |                           |             | Les conseils d'arrondissement ont été suspendus par la loi du 12 octobre 1940 et n'ont jamais été réactivés |

## Démographie
| 1962 | 1968 | 1975 | 1982 | 1990   | 1999   | 2006   | 2011   | 2012   |
| ---- | ---- | ---- | ---- | ------ | ------ | ------ | ------ | ------ |
| -    | -    | -    | -    | 11 246 | 11 283 | 11 694 | 11 932 | 11 932 |

### Pyramide des âges
Comparaison des pyramides des âges du Canton du Quesnoy-Est et du département du Nord en 2006
| Hommes | Classe d’âge   | Femmes |
| ------ | -------------- | ------ |
| 0,3    | 90 ans et plus | 0,5    |
| 4,8    | 75 à 89 ans    | 8,5    |
| 11,6   | 60 à 74 ans    | 12,5   |
| 22,5   | 45 à 59 ans    | 21,7   |
| 21,9   | 30 à 44 ans    | 20,9   |
| 18,5   | 15 à 29 ans    | 16,8   |
| 20,4   | 0 à 14 ans     | 19     |

| Hommes | Classe d’âge   | Femmes |
| ------ | -------------- | ------ |
| 0,2    | 90 ans et plus | 0,8    |
| 4,3    | 75 à 89 ans    | 7,9    |
| 10,3   | 60 à 74 ans    | 11,9   |
| 19,7   | 45 à 59 ans    | 19,4   |
| 21,1   | 30 à 44 ans    | 20,1   |
| 22,6   | 15 à 29 ans    | 21     |
| 21,6   | 0 à 14 ans     | 19     |